# ...Baby One More Time (bài hát)
"…Baby One More Time" là một bài hát của nghệ sĩ thu âm người Mỹ Britney Spears nằm trong album phòng thu đầu tay cùng tên của cô (1999). Nó được phát hành vào ngày 23 tháng 10 năm 1998 như là đĩa đơn đầu tiên trích từ album bởi Jive Records, đồng thời là đĩa đơn đầu tay trong sự nghiệp của Spears. "...Baby One More Time" được viết lời bởi Max Martin, cộng tác viên quen thuộc sẽ đồng hành xuyên suốt sự nghiệp của nữ ca sĩ trong những album tiếp theo, trong khi phần sản xuất được đảm nhiệm bởi Martin và Rami. Đây là một bản teen pop và dance-pop với nội dung đề cập đến nỗi lòng của một cô gái sau khi chia tay bạn trai của mình.
Sau khi phát hành, "... Baby One More Time" đa phần nhận được những phản ứng tích cực từ các nhà phê bình âm nhạc, và lọt vào danh sách những bài hát xuất sắc nhất mọi thời đại của nhiều tổ chức và ấn phẩm âm nhạc, như Blender, Rolling Stone và VH1. Bài hát còn gặt hái nhiều giải thưởng và đề cử tại những lễ trao giải lớn, bao gồm đề cử giải Grammy cho Trình diễn giọng pop nữ xuất sắc nhất tại lễ trao giải thường niên lần thứ 42. "... Baby One More Time" cũng đạt được những thành công ngoài sức tưởng tượng về mặt thương mại, đứng đầu các bảng xếp hạng ở tất cả những quốc gia nó xuất hiện, bao gồm Vương quốc Anh, nơi nó trở thành đĩa đơn bán chạy nhất quốc gia này năm 1999. Tại Hoa Kỳ, bài hát đứng đầu bảng xếp hạng Billboard Hot 100 trong hai tuần, trở thành đĩa đơn quán quân đầu tiên của Spears tại đây. Tính đến nay, "... Baby One More Time" đã bán được hơn 10 triệu bản trên toàn cầu, trở thành một trong những đĩa đơn bán chạy nhất mọi thời đại.
Video ca nhạc cho "... Baby One More Time" được đạo diễn bởi Nigel Dick, trong đó Spears hoá thân thành một nữ sinh của một trường trung học Công giáo, đang tưởng tượng rằng cô đang ca hát và nhảy múa xung quanh trường học, trong khi ngắm nhìn người yêu mình từ xa. Nó đã ngay lập tức nhận được nhiều lượt yêu cầu phát sóng trên những kênh truyền hình âm nhạc như VH1 và MTV, và nhận được ba đề cử tại giải Video âm nhạc của MTV năm 1999 cho Video Pop xuất sắc nhất, Video xuất sắc nhất của nữ ca sĩ và Video có vũ đạo xuất sắc nhất, nhưng không thắng giải nào. Ngoài ra, video cũng được bình chọn là một trong những video nổi tiếng nhất mọi thời đại bởi nhiều tổ chức, bao gồm vị trí thứ ba trong danh sách những video vĩ đại nhất lịch sử nhạc pop của Jam! và vị trí số một trong cuộc bầu chọn những video ca nhạc xuất sắc nhất thập niên 1990 của Billboard.
Để quảng bá bài hát, Spears đã trình diễn "...Baby One More Time" trên nhiều chương trình truyền hình và lễ trao giải lớn, như Top of the Pops, giải Video âm nhạc của MTV năm 1999, giải Âm nhạc châu Âu của MTV năm 1999, giải thưởng âm nhạc Billboard năm 1999, giải Grammy lần thứ 42 cũng như trong tất cả những chuyến lưu diễn trong sự nghiệp của cô. Được ghi nhận là bài hát trứ danh đánh dấu sự nghiệp ca hát của Spears, thành công của nó đã ngay lập tức giúp cô trở thành một biểu tượng văn hóa pop, và được xem là bài hát giúp định nghĩa lại nhạc pop vào cuối thập niên 1990. "...Baby One More Time" cũng xuất hiện trong tất cả những album tuyển tập của nữ ca sĩ, bao gồm Greatest Hits: My Prerogative (2004), The Singles Collection (2009) và Oops! I Did It Again: The Best of Britney Spears (2012), và được hát lại bởi nhiều nghệ sĩ khác, như Ed Sheeran, Kris Allen, Selena Gomez và dàn diễn viên của Glee.

## Danh sách bài hát
| - Đĩa CD tại châu Âu 1. "...Baby One More Time" (bản trên radio) — 3:30 2. "...Baby One More Time" (bản không lời) — 3:30 - Đĩa CD tại Pháp / đĩa đơn cassette tại Hoa Kỳ và Anh quốc 1. "...Baby One More Time" — 3:30 2. "Autumn Goodbye" — 3:41 - Đĩa CD tại Úc 1. "...Baby One More Time" (bản trên radio) — 3:30 2. "...Baby One More Time" (bản không lời) — 3:30 3. "Autumn Goodbye" — 3:41 4. "...Baby One More Time" (Davidson Ospina Club phối) — 5:40 5. "...Baby One More Time" (video) - Đĩa CD maxi tại châu Âu 1. "...Baby One More Time" (bản trên radio) — 3:30 2. "...Baby One More Time" (bản không lời) — 3:30 3. "Autumn Goodbye" — 3:41 4. "...Baby One More Time" (Davidson Ospina Club phối) — 5:40 5. "Giọng nói giới thiệu của Britney" (video) — 0:14 6. "No Doubt (trích đoạn)" (video) — 1:15 - Đĩa CD maxi tại Brazil và Malaysia 1. "...Baby One More Time" (bản trên radio) — 3:30 2. "...Baby One More Time" (bản không lời) — 3:30 3. "Autumn Goodbye" — 3:41 4. "...Baby One More Time" (Davidson Ospina Club phối) — 5:40 | - Đĩa CD maxi tại Hoa Kỳ 1. "...Baby One More Time" (bản trên radio) — 3:30 2. "Autumn Goodbye" — 3:41 3. "No Doubt (trích lược)" 4. "...Baby One More Time (tập vũ đạo)" (video) 5. "No Doubt" (video) - Đĩa CD maxi tại Anh quốc #1 / Đĩa CD maxi tại Israel 1. "...Baby One More Time" (bản gốc) — 3:30 2. "...Baby One More Time" (Sharp Platinum Vocal phối lại) — 8:11 3. "...Baby One More Time" (Davidson Ospina Club phối) — 5:40 - Đĩa CD maxi tại Anh quốc #2 1. "...Baby One More Time" (bản trên radio) — 3:30 2. "...Baby One More Time" (bản không lời) — 3:30 3. "Autumn Goodbye" — 3:41 - Đĩa đơn cassette tại Úc 1. "...Baby One More Time" (bản gốc) — 3:30 2. "...Baby One More Time" (Davidson Ospina Club phối) — 5:40 - Đĩa than 12" 1. "...Baby One More Time" (Davidson Ospina Club phối) — 5:40 2. "...Baby One More Time" (Davidson Ospina Chronicles Dub) — 6:30 3. "...Baby One More Time" (bản LP) — 3:30 4. "...Baby One More Time" (Sharp Platinum Vocal phối lại) — 8:11 5. "...Baby One More Time" (Sharp Trade Dub) — 6:50 - Đĩa đơn nhạc số 1. "...Baby One More Time" — 3:31 2. "Autumn Goodbye" — 3:41 |

## Xếp hạng
| Bảng xếp hạng (1998–99)              | Vị trí cao nhất |
| ------------------------------------ | --------------- |
| Úc (ARIA)                            | 1               |
| Áo (Ö3 Austria Top 40)               | 1               |
| Bỉ (Ultratop 50 Flanders)            | 1               |
| Bỉ (Ultratop 50 Wallonia)            | 1               |
| Canada (RPM)                         | 1               |
| Canada Adult Contemporary (RPM)      | 4               |
| Canada Dance/Urban (RPM)             | 4               |
| Đan Mạch (Tracklisten)               | 1               |
| Châu Âu (European Hot 100 Singles)   | 1               |
| Phần Lan (Suomen virallinen lista)   | 1               |
| Pháp (SNEP)                          | 1               |
| Đức (Official German Charts)         | 1               |
| Ireland (IRMA)                       | 1               |
| Ý (FIMI)                             | 1               |
| Hà Lan (Dutch Top 40)                | 1               |
| Hà Lan (Single Top 100)              | 1               |
| New Zealand (Recorded Music NZ)      | 1               |
| Na Uy (VG-lista)                     | 1               |
| Romania (Romanian Top 100)           | 1               |
| Scotland (OCC)                       | 1               |
| Thụy Điển (Sverigetopplistan)        | 1               |
| Thụy Sĩ (Schweizer Hitparade)        | 1               |
| Anh Quốc (OCC)                       | 1               |
| Hoa Kỳ Billboard Hot 100             | 1               |
| Hoa Kỳ Adult Pop Airplay (Billboard) | 25              |
| Hoa Kỳ Pop Airplay (Billboard)       | 1               |
| Hoa Kỳ Rhythmic (Billboard)          | 10              |

| Bảng xếp hạng                        | Vị trí |
| ------------------------------------ | ------ |
| UK Singles (Official Charts Company) | 62     |
| US Pop Songs (Billboard)             | 25     |

| Bảng xếp hạng (1999)               | Vị trí |
| ---------------------------------- | ------ |
| Úc (ARIA)                          | 2      |
| Áo (Ö3 Austria Top 40)             | 3      |
| Bỉ (Ultratop Flanders)             | 1      |
| Bỉ (Ultratop Wallonia)             | 1      |
| Canada (RPM)                       | 19     |
| Canada Adult Contemporary (RPM)    | 39     |
| Canada Dance/Urban (RPM)           | 21     |
| Đan Mạch (Tracklisten)             | 4      |
| Châu Âu (European Hot 100 Singles) | 3      |
| Phần Lan (Suomen virallinen lista) | 13     |
| Pháp (SNEP)                        | 7      |
| Đức (Official German Charts)       | 3      |
| Italy (FIMI)                       | 7      |
| Nhật (Tokyo Hot 100)               | 33     |
| Hà Lan (Dutch Top 40)              | 3      |
| Hà Lan (Single Top 100)            | 3      |
| New Zealand (Recorded Music NZ)    | 12     |
| Na Uy Spring Period (VG-lista)     | 7      |
| Na Uy Winter Period (VG-lista)     | 2      |
| Romania (Romanian Top 100)         | 2      |
| Thụy Điển (Sverigetopplistan)      | 8      |
| Thụy Sỹ (Schweizer Hitparade)      | 3      |
| Anh Quốc (Official Charts Company) | 1      |
| Mỹ Billboard Hot 100               | 5      |

| Bảng xếp hạng (1990–99)              | Vị trí |
| ------------------------------------ | ------ |
| Belgium (Ultratop 50 Flanders)       | 28     |
| France (SNEP)                        | 40     |
| Netherlands (Dutch Top 40)           | 13     |
| UK Singles (Official Charts Company) | 8      |
| US Billboard Hot 100                 | 78     |

## Chứng nhận
| Quốc gia                                                                           | Chứng nhận  | Số đơn vị/doanh số chứng nhận |
| ---------------------------------------------------------------------------------- | ----------- | ----------------------------- |
| Úc (ARIA)                                                                          | 3× Bạch kim | 210.000^                      |
| Áo (IFPI Áo)                                                                       | Bạch kim    | 50.000*                       |
| Bỉ (BEA)                                                                           | 3× Bạch kim | 150.000*                      |
| Pháp (SNEP)                                                                        | Bạch kim    | 578.000                       |
| Đức (BVMI)                                                                         | 3× Vàng     | 0^                            |
| Hà Lan (NVPI)                                                                      | Bạch kim    | 75.000^                       |
| New Zealand (RMNZ)                                                                 | Bạch kim    | 10.000*                       |
| Na Uy (IFPI)                                                                       | 2× Bạch kim | 20.000*                       |
| Thụy Điển (GLF)                                                                    | Bạch kim    | 30.000^                       |
| Thụy Sĩ (IFPI)                                                                     | Bạch kim    | 50.000^                       |
| Anh Quốc (BPI)                                                                     | 2× Bạch kim | 1.642.435                     |
| Hoa Kỳ (RIAA)                                                                      | Bạch kim    | 1.412.000                     |
| Tải nhạc                                                                           |             |                               |
| Hoa Kỳ (RIAA)                                                                      |             | 511.000                       |
| * Chứng nhận dựa theo doanh số tiêu thụ. ^ Chứng nhận dựa theo doanh số nhập hàng. |             |                               |

## Giải thưởng và đề cử
| Năm  | Lễ trao giải                 | Giải thưởng                           | Kết quả   |
| ---- | ---------------------------- | ------------------------------------- | --------- |
| 1999 | Teen Choice Awards           | Đĩa đơn của năm                       | Đoạt giải |
| 1999 | Giải Video âm nhạc của MTV   | Video nghệ sĩ nữ xuất sắc nhất        | Đề cử     |
| 1999 | Giải Video âm nhạc của MTV   | Video Pop xuất sắc nhất               | Đề cử     |
| 1999 | Giải Video âm nhạc của MTV   | Video có vũ đạo xuất sắc nhất         | Đề cử     |
| 1999 | Giải Mellier M6 của Pháp     | Giải video mới                        | Đoạt giải |
| 1999 | Giải Music Week              | Đĩa đơn bán chạy nhất Anh quốc        | Đoạt giải |
| 1999 | Giải Âm nhạc châu Âu của MTV | Bài hát xuất sắc nhất                 | Đoạt giải |
| 2000 | Giải Grammy                  | Trình diễn giọng Pop nữ xuất sắc nhất | Đề cử     |

## Lịch sử phát hành
| Nước    | Ngày               | Định dạng | Nhãn | Nguồn  |
| ------- | ------------------ | --------- | ---- | ------ |
| Áo      | 8 tháng 2 năm 1999 | CD        | JIVE | [ 77 ] |
| Đức     | 8 tháng 2 năm 1999 | CD        | JIVE | [ 77 ] |
| Thuỵ Sĩ | 8 tháng 2 năm 1999 | CD        | JIVE | [ 77 ] |